# بونتوس شولتز
بونتوس شولتز (بالسويدية: Pontus Schultz)‏ هو رائد أعمال وصحفي وكاتب العمود سويدي، ولد في 22 أغسطس 1972 في Bromma ‏ في السويد، وتوفي في 25 أغسطس 2012 في الألب البحرية في فرنسا.